# Haçienda
Haçienda («Асьенда»; полное название «Fac 51 Haçienda») — диско-клуб, существовавший в 1982—1997 гг. в Манчестере, Великобритания.

## История
Клуб был основан владельцами лейбла Factory Records и участниками группы New Order. Открытие состоялось 21 мая 1982 года (каталоговый номер Factory — «FAC 51»). Несмотря на то, что в клубе играли передовую танцевальную музыку, успехом он первые годы не пользовался, принося постоянные убытки. Лишь с ростом популярности рейвов в конце 1980-х годов Haçienda стала центром британской танцевальной электронной музыки. В клубе выступали множество коллективов (808 State, Happy Mondays, New Order, M People; диджеи Майк Пикеринг, Пол Окенфолд, Лоран Гарнье; в Haçienda состоялся первый концерт Мадонны в Британии в 1984 году). Музыка клуба стала ассоциироваться с британским хаусом и евродэнсом. В 1990-е годы клуб неоднократно закрывался вследствие проблем с преступностью (незаконный оборот наркотиков и оружия). В 1997 году он был закрыт окончательно. Здание было снесено, а на его месте был воздвигнут квартирный комплекс Hacienda. В 2002 году на экраны вышел художественный фильм «Круглосуточные тусовщики» (24 Hour Party People), в котором показана история Haçienda.